# Bor(II)-oxid
Bor(II)-oxid ist eine anorganische Verbindung und ein Oxid des Bors.

## Herstellung
Bor(II)-oxid entsteht bei der Reaktion von elementarem Bor mit Zirconiumdioxid bei hohen Temperaturen. Es wird außerdem angenommen, dass in einer Gasphasenreaktion von elementarem Bor mit Bortrioxid oder Aluminiumoxid im Gleichgewicht Bor(II)-oxid entsteht.
Eine andere Herstellungsmethode geht von Dibortetrachlorid aus. Dieses wird zunächst mit Wasserdampf zu Tetrahydroxydibor umgesetzt. Dieses kann durch mehrstündiges Erhitzen auf 220 °C dehydratisiert werden.

## Eigenschaften
Je nach Herstellungsmethode kommt Bor(II)-oxid in zwei unterschiedlichen Strukturen vor, von denen eine als weißer Feststoff und eine als weißer Feststoff vorliegt. Die weiße Form wandelt sich bei Erhitzen auf 400 °C unter Freisetzung größerer Mengen thermischer Energie in die braune Form um. Die Reaktion von Bor(II)-oxid mit Bortrichlorid bei 200 °C ergibt Dibortetrachlorid.